# Stazione di Hakozaki
La stazione di Hakozaki (箱崎駅?, Hakozaki-eki) è una stazione ferroviaria di Fukuoka, e si trova nel quartiere di Higashi-ku. La stazione è servita dalla linea principale Kagoshima.

## Linee e servizi ferroviari
JR Kyushu
■ Linea principale Kagoshima

## Struttura
La stazione è costituita da un marciapiede a isola e uno laterale con tre binari passanti in viadotto. 
| 1 | ■ Linea principale Kagoshima |  | per Akama, Kokura e Mojikō            |
| 2 | ■ Linea principale Kagoshima |  | binario di servizio                   |
| 3 | ■ Linea principale Kagoshima |  | per Hakata, Futsukaichi, Tosu e Ōmuta |

## Stazioni adiacenti
| «                                     | Servizio                   | »                          |
| Linea principale Kagoshima            | Linea principale Kagoshima | Linea principale Kagoshima |
| ------------------------------------- | -------------------------- | -------------------------- |
| Chihaya                               | Locale                     | Yoshizuka                  |
| Il Rapido e il Semirapido non fermano |                            |                            |